# Château de Borrekens
Le château de Borrekens (en néerlandais : Kasteel de Borrekens ou kasteel Borrekens), également connu sous le nom de château de Vorselaar, est un château situé sur la commune belge de Vorselaar.

## Historique
Le château a été construit vers 1270 par les chevaliers de Rotselaar (Arnolf ou Gérard de Rotselaar). Le plan au sol de ce château médiéval, construit en pierre de Grimbergen, a été en grande partie conservé au cours des phases successives de construction. 
En 1678, le château est reconstruit par le père Charles-Eugène d'Arenberg, dont la famille en a acheté la possession à la maison de Ligne (Jean de Ligne) par l'intermédiaire de la famille van Bergen (Cornelis van Bergen (nl)). Le château, constitué de grès blanc de Grimbergen, est désormais entouré de remparts en pierre.
Une troisième et dernière phase de rénovation (1850-1860 ou, selon le cadastre, 1862-1885) a lieu sous Philippe van de Werve (nl) (alors bourgmestre de Vorselaar), qui donnera au château son aspect néo-gothique actuel.
En 1911, par son mariage avec Marie-Eulalie van de Werve, le château passe entre les mains du baron Edouard Adrien de Borrekens, de la famille De Borrekens (nl). Il fait aménager un jardin à la française dans la cour par John Juchem (nl). Le dernier habitant du château était le baron Raymond de Borrekens (nl), décédé en 1998. Il a ensuite été repris en emphytéose par une société familiale.